# François Julien-Labruyère
François Julien-Labruyère, né le 17 décembre 1940 à Saint-Gaudens, est un banquier, historien, écrivain et éditeur français.

## Biographie
François Julien-Labruyère est issu d'une famille saintongeaise, originaire de Jonzac et Barbezieux.
Après des études de droit et de science politique, il mène une carrière de cadre au sein de différentes entreprises, notamment l’organisme de crédit Cetelem, dont il promeut le développement international et dont il devient vice-président du directoire en 2000, avant de faire valoir ses droits à la retraite fin 2003,. Cette carrière au sein du monde du crédit à la consommation le conduit à coécrire en 1994 aux éditions de la Découverte une histoire du crédit à la consommation,. L'ouvrage est traduit en italien (édité par Il Mulino en 1994), en anglais (édité par Macmillan Publishers en 2000,) ou encore en chinois (édité par Commercial Press en 2014).
Parallèlement à ces activités financières, il se consacre à la culture charentaise en menant notamment des recherches historiques et sociologiques.
En 1984, il reçoit pour son ouvrage Paysans charentais le Prix René-Petiet de l'Académie française. La même année, il entre à l’Académie de Saintonge, dont il devient le directeur en 1996, succédant à Madeleine Chapsal. Il est remplacé à ce poste en novembre 2006 par Marie-Dominique Montel.
En 1989, il crée la maison d’édition Le Croît-vif,, spécialisée dans la culture charentaise, qui cesse ses activités en 2018. François Julien-Labruyère avait cédé la gestion de la société en 2015. Cette maison publie notamment, en 2005, un Dictionnaire biographique des Charentais, œuvre de 45 rédacteurs, comprenant plus de 5 000 notices sur plus de 1 400 pages.
Il est vice-président du Centre de recherche et de pratiques musicales de l'abbaye aux Dames, organisatrice du Festival de Saintes, de 2001 à 2006, puis président de 2006 à 2011.

## Publications

### Auteur principal
- À la recherche de la Saintonge maritime, Bordeaux, Imprimerie Biscaye Frères, 1974 (réédition La Rochelle, Rupella, 1980)[18].
- Mathieu Mayaudon, 1790-1873, notable en Saintonge, La Rochelle, Quartier Latin, 1975.
- Paysans charentais : Histoire des campagnes d’Aunis, Saintonge et bas Angoumois  (préf. Jacques Le Goff), La Rochelle, Rupella, 1982[19].
  - Tome 1 : Économie rurale
  - Tome 2 : Sociologie rurale

Note : Prix René-Petiet de l'Académie française
- De l'araire au tracteur (catalogue du Musée agricole du château de Didonne), Semussac, Association du Musée, 1983.
- L’alambic de Charentes, Paris, Le Croît vif, 1989.
- Madame S  (sous le pseudonyme de Jean Baraton) (roman), Le Croît vif, 1991.
- Maman Madeleine, mémoire d’outre-Saintonge, Paris, Le Croît vif, 1993.
- Enquête sur une Marandaise, Paris, Le Croît vif, 1993.
- Avec Rosa-Maria Gelpi, Histoire du crédit à la consommation, doctrines et pratiques, Paris, La Découverte, 1994. [lire un extrait sur Gallica]
- La noyée de Royan  (photogr. René-Jacques, Jacques Henri Lartigue), Paris, Arléa, 2000[20].
- Je me souviens de Cetelem, Paris, Le Croît vif, 2003.
- Cognac story : du chai au verre, Paris, Le Croît vif / L’Harmattan, 2008.
- Le rendez-vous de Lesterps, Charente 1944 : entre résistance morale et guerre civile, Paris, Le Croît vif, 2010 [21].
- La passion selon Saintes, La Crèche, Geste, 2018.

#### Coordination d'ouvrages
- L’abbaye aux âmes : histoire du Festival de Saintes et de son abbatiale, Paris, Le Croît vif, 2001.
- Dictionnaire biographique des Charentais et de ceux qui ont illustré les Charentes, Paris, Le Croît vif, 2005.
- Cinquante ans d’Académie de Saintonge, un jubilé pour la culture régionale, Saintes, Académie de Saintonge, 2006.
- La Haute-Saintonge, Paris, Le Croît vif, 2007.
- Migrants et immigrés en Poitou-Charentes d’hier à aujourd’hui, Saintes, Le Croît vif, 2012[22].

## Distinctions
- 1974 : Prix Prince Murat de Chasseloup-Laubat de l'académie de Saintonge pour À la recherche de la Saintonge maritime[23] ;
- 1984 : Prix Prince Murat de Chasseloup-Laubat de l'académie de Saintonge pour Paysans charentais ;
- 1984 : Prix René-Petiet de l'Académie française pour Paysans charentais[12],[24] ;
- 1989 : Prix du livre Poitou-Charentes pour L'alambic de Charentes[25].